# 九七式飛行艇
川西 H6K 九七式飛行艇
主翼支柱に爆弾を搭載した九七式飛行艇
- 用途：偵察機・雷撃機
- 分類：飛行艇
- 設計者：橋口義男、菊原静男
- 製造者：川西航空機
- 運用者：大日本帝国海軍
- 初飛行：1936年（昭和11年）7月14日
- 生産数：179機（輸送機型を除く）
- 生産開始：1938年（昭和13年）
- 運用開始：1938年1月
- 運用状況：退役

九七式飛行艇（きゅうななしきひこうてい）は、大日本帝国海軍の飛行艇。初飛行は1936年（昭和11年）。略符号は「H6K」。純国産としては最初の実用四発機であり、第二次世界大戦初期の長距離偵察などに活躍した。通称は九七大艇、九七式飛行艇。後継の二式飛行艇と同じく川西航空機で生産された。 連合軍におけるコードネームは「Mavis」。

## 開発経緯
川西航空機（現：新明和工業）は九七式飛行艇、二式飛行艇、戦後のPS-1、US-1など大型飛行艇のメーカーとして有名だが、これは日本海軍が意識的に川西を大型飛行艇メーカーとして育成した結果である。九七式飛行艇は川西が製作した2番目の大型飛行艇で、前作は1929年（昭和4年）に海軍の指示でイギリスの名門飛行艇会社ショート・ブラザーズ社に設計を依頼し、1931年（昭和6年）に初飛行した複葉3発の九〇式二号飛行艇であった。
ワシントン海軍軍縮条約とロンドン海軍軍縮条約により世界各国は海軍休日に突入、日本海軍は航空兵力の拡大によって軍艦の劣勢を補おうとした。第一次世界大戦終了後に日本が統治を委任された南洋諸島は軍事施設を置くことが禁止されていたため、日本海軍は飛行艇を活用することで、来襲する米艦隊に対抗することを意図していた。1933年（昭和8年）3月17日、海軍は川西に対し八試大型飛行艇の開発を指示（設計図とモックアップ作成のみ）、川西社内で研究中に九試大型飛行艇の開発が内示され、八試大艇は計画中止となった。
1934年（昭和9年）1月18日、日本海軍は当時アメリカで民間旅客機として開発されていたシコルスキー S-42や、サンフランシスコ - ハワイ間無着陸編隊飛行を行なったアメリカ海軍のP2Y-1（en）に刺激され、これらを上回る性能を持つ飛行艇として九試大型飛行艇を川西に発注した。
要求性能は、
- 乗員： 9 名
- 航続距離： 4,625 km 以上
- 巡航速度： 230 km/時
- 最高速度： 296 km/時 以上
- 航空魚雷： 2 本搭載可能

という、S-42やP2Y-1を上回る数値であり、さらに七試特殊攻撃機（九五式大攻）や九試中型攻撃機（九六式陸攻）に匹敵する野心的な要求であった。川西では、ショート F.5の国産化以来、飛行艇開発に取り組んできた橋口義男に加え、菊原静男 を設計主務者に任命して開発を開始。海軍が研究用に購入したP2Y-1を組み立てるなどして、設計を進めた。
試作1号機は1936年（昭和11年）7月14日に初飛行に成功、報告を受けた山本五十六航空本部長が川西鳴尾製作所にかけつけ、関係者の労をねぎらっている。7月25日に海軍に引き渡されて試験飛行を行う。試験の結果、機体性能は良好である一方で当初の光エンジンでは馬力不足が指摘されたが、増加試作機に金星エンジンを搭載することで解決。1938年（昭和13年）1月8日に制式採用された。

## 構造
長大な航続距離と大きな搭載量を満たすためにエンジン4基を搭載。全幅40 m、翼の縦横比であるアスペクト比（片翼の長さを平均幅で割った値）は9.7という細長い主翼を採用した。飛行艇のエンジンやプロペラは離着水の際に海の波飛沫をかぶらないように、主翼は高翼のパラソル翼としたが、九七式はスマートな胴体を採用したため主翼との間があいてしまった。そのため胴体上部2箇所に三角形の支柱を立てて主翼と繋ぎ、胴体下部から斜めに支柱を延ばして主翼を支えていた。ただそのぶん操縦席が水面に近いため、操縦席が高い位置にある二式よりも離着水がしやすく、二式よりもこちらを好む操縦員もそれなりに居たようである。
試作機では840馬力の中島製光二型を装備したが、量産機では1000馬力の三菱金星四三型、最終型では1300馬力の金星五一型から五三型を採用。エンジンの強化に従って重量は増加したが、速度も試作機の332 km/時から最終型の385 km/時まで向上した。

## 運用

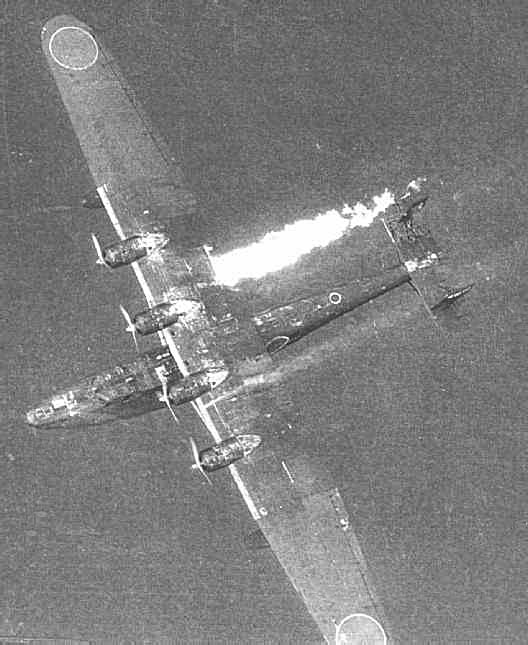
連合軍機の攻撃を受け翼内タンクから火を吹いて墜落していく九七大艇

採用された九七式飛行艇は、その後も順次改良されながら1942年（昭和17年）までに179機が生産された。1939年（昭和14年）1月、ソビエト連邦との日ソ漁業交渉に関して横浜海軍航空隊所属機が北海道や樺太周辺を飛行して心理的圧力を加えている。1940年（昭和15年）の紀元二千六百年特別観艦式には大編隊を組んで艦隊上空を分列行進（飛行）して参加者を圧倒した。その後、当時日本の委任統治領であった南洋諸島へ進出して環礁を調査し、アメリカとの戦争に備えた ほか、イギリス領ギルバート諸島の写真偵察飛行も行っている。
戦争が始まると、68機が前線任務に就いた。九七式飛行艇の初の実戦は、太平洋戦争勃発による南洋諸島での長距離爆撃である。真珠湾攻撃の直後である1941年（昭和16年）12月9日に、マーシャル諸島に進出した横浜航空隊所属機がハウランド島とベーカー島を爆撃した。12月31日には東港航空隊所属の6機（魚雷装備3機）がオランダ海軍の水上機母艦「ヘロン」を攻撃したが、水平爆撃は失敗、雷撃隊長機（太田大尉）を撃墜されたこともあって雷撃も失敗。これにより、低速の大型飛行艇による対艦攻撃の有効性に疑問が持たれた。
1942年（昭和17年）5月上旬の珊瑚海海戦でも魚雷を搭載して米軍機動部隊を捜索したが会敵せず、F4Fワイルドキャット艦上戦闘機により数機が撃墜されている。
以降は大航続力を利用しての長距離偵察や対潜哨戒に終始した。だが大戦中期以後は皆無ないし貧弱な防弾装備が災いして被害が続出し、前線任務を後継の二式飛行艇に譲って後方での連絡・輸送に当たったが、機体が大きいことから空襲時には格好の標的となり、消耗していった。
空戦ではB-17やB-24といった連合軍爆撃機も本機の脅威であった。
1942年（昭和17年）11月21日、東港空の日辻常雄大尉機は、B-17と45分にわたって交戦、被弾93発・重傷者2名を出して帰還した。日本軍飛行艇にとって連合軍大型爆撃機が戦闘機以上の脅威であることが判明し、この戦訓を元に防弾装置が装備されている。
同年で生産が打ち切られたこともあり、終戦時に残存していたのは5機だけであった。詫間海軍航空隊では、廃棄された九七式大艇を空襲に対するデコイとして使用したという。しかし終戦後も講和公使を乗せた緑十字飛行や台湾への現金輸送、離島への医薬品輸送に運用され、海軍では最期まで行動した機体のひとつとなった。

### 輸送機型
制式採用と同じ1938年（昭和13年）、日本海軍は運用中の一一型の内の2機（7・8号機）を輸送機へ改造した。試験の結果を踏まえ、翌1939年（昭和14年）にはさらに2機の二二型（15・16号機）を改造して試験を行ない、翌年7月に九七式輸送飛行艇として採用した。金星43型装備の7・8号機改造型が「H6K2-L」、金星46型装備の15・16号機改造型が「H6K4-L」である。九七式輸送飛行艇は一一型と二二型から38機が生産され、海軍で20機が運用された。海軍甲事件直前に山本五十六連合艦隊司令長官と司令部をトラック島からラバウルへ送り届けるなど、人員輸送に活躍した。

## 川西式四発飛行艇

### 採用と就役
日本海軍は、1940年（昭和15年）にそれまでの民間航空会社を合併させて誕生した国策航空会社である大日本航空に、当時日本の委任統治領であった南洋諸島へ、九七式飛行艇を用いた定期航空便を開設するよう持ちかけていた。
当時日本では南洋諸島並びに東南アジアへの進出が課題となっており、進出時の拠点の整備にも、また既に南太平洋にパンアメリカン航空のマーチン M130チャイナ・クリッパーなどの豪華飛行艇が就航しており、これに対抗した航空路線を開設してアメリカを牽制する意図があった。
1939年（昭和14年）には大日本航空内に飛行艇を運用する海洋部が設立され、
1940年（昭和15年）3月6日、海外路線として横浜 - サイパン島 - パラオ（コロール）の間に空路が開設された。
これは、事実上の実習期間であり、操縦士や乗組員に対して海軍の教官が指導に当たった。1941年（昭和16年）1月には、18機 の九七式輸送飛行艇が川西式四発飛行艇の名で 採用された。
大日本航空では4月から横浜（根岸飛行場）を基点に、サイパン - コロール-トラック島 - ポナペ島 - ヤルートへの南洋諸島定期便を開設した。このほか、横浜 - 淡水 - サイゴン - バンコクへの国際路線と淡水 - パラオ間の路線も試験運航されたが、定期便開設には至らなかった。

### 民間登録番号と愛称
愛称を持つ機体の民間登録番号は以下の通り。
- J-BFOR "黒潮"
- J-BFOS "朝潮"
- J-BFOT "曙"
- J-BFOX "潮"
- J-BFOY "漣（さざなみ）"（日本映画南海の花束出演機）
- J-BFOZ "綾波"
- J-BGOA "磯波"
- J-BGOB "浦波"（南海の花束・出演機）
- J-BGOC "叢雲（むらくも）"
- J-BGOD "白雲"
- J-BGOE "巻雲"
- J-BGOF "夕雲"
- J-BGOG "東雲（しののめ）"
- J-BGOH "朝凪"

### 内装
川西式四発飛行艇は、既存の九七式輸送飛行艇の内装をさらに改装していたが、その内容は川西航空機と大日本航空、それぞれの資料で大きく異なる。
川西航空機が大口顧客や関係者に配布したパンフレット「川西式四発飛行艇」によると、旅客室は主翼より後ろの機体後部にあり、3段階に調節できるリクライニングシート8席と2人がけのソファを設置していた。旅客室の前には6人がけのソファにもなる4人分のベッドが設置され、その前方には便所と調理室、その前方に各1名の機長・給仕、各2名の通信士・航法士の座席があり、操縦席はその前方にあった。機首内には航法席と貨物室が設けられた。旅客室のさらに後部にはトイレとは別個の化粧室と、貨物函を有する貨物室があった。
一方、大日本航空の広報資料では、胴体後部の旅客室には9席のリクライニングシートが設けられ、ベッドの前方の胴体前部にも4席のリクライニングシートがある旅客室があった。化粧室は前部旅客室と操縦席の間にあり、乗務員室は機首に追いやられ、調理室は川西の資料では後部貨物室がある場所に改められている。
こうしたレイアウトの違いの理由は不明であるが川西の説明による乗客は10名（最大14名）、大日本航空による説明では13名（最大19名）となる。

### 運用
大日本航空に納入された川西式四発飛行艇には、「J-」で始まる民間登録番号に加え、個々の機体に愛称がつけられていた。当初は「磯波」、「綾波」など、波に関する名前が多かったが、後に「黒潮」、「白雲」など気象・海象に関わる名前へと拡大していった。また、名前は帝国海軍の駆逐艦と共通する名前が殆どだった。
航路は、片道（横浜 - パラオ）をサイパン経由で運航するもので、横浜（根岸飛行場）を朝に出発し、8時間かけてサイパンに到着すると、当地で1泊ののち翌朝出発して、7時間（逆方向のパラオ→サイパンの場合は7時間30分）かけてパラオへ飛行するもので、横浜発第一・第三水曜日、パラオ発第一・第三土曜日に運航されていた。
片道の運賃は、サイパンまでが235円、パラオは375円で、東京 - 大阪間の34円の11倍もの高額であった。

### 赤道越え航路開拓と旅客輸送の終焉
また、川西式四発飛行艇赤道越えの航空路線を開拓する操縦士たちを描いた東宝映画『南海の花束』にも登場した。実際に大日本航空では赤道を越える航空路線を企画したが、既にABCD包囲網によって日本の南方進出を阻止しようとする時局において、寄港が認められたのは当時中立国であったポルトガル領のチモール島だけであった。しかも11月25日にパラオからの第1回定期便が飛んで、僅か2週間後には太平洋戦争が勃発したことにより、大日本航空の川西式四発飛行艇は全機海軍に徴用され、軍用輸送機として使われた。

## データ（最終量産型二三型）
- 全長： 25.6 m
- 全幅： 40.0 m
- 全高： 6.27 m
- 翼面積： 170.0 m2
- 全備重量： 17.5 t / 過荷重 23 t
- 乗員： 9 名
- エンジン： 三菱金星五三型 1300馬力 4基
- 最高速度： 385 km/時
- 航続距離： 正規 4,940 km / 偵察過荷重 6,771 km
- 武装：20 mm旋回銃 ×1 / 7.7 mm旋回銃 ×4 / 航空魚雷 ×2本 または爆弾 2 t（60 kg爆弾 ×12 または250 kg爆弾 ×4）

## 派生型

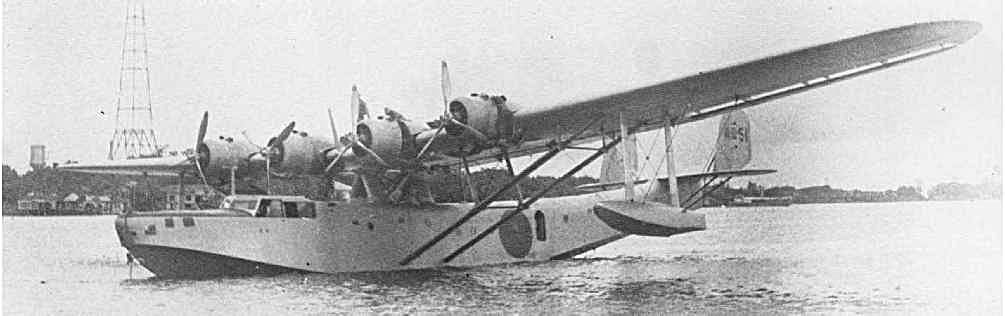
九七式輸送飛行艇

九試大型飛行艇/九七式一号飛行艇（H6K1）
試作機および増加試作機。光エンジンを搭載。5機生産。
九七式二号一型/一一型（H6K2）
最初の量産型。10機を生産し、うち2機を輸送型に試験改造。
九七式飛行艇15号・16号（H6K3）
輸送機型実験機。2機を生産。
九七式二号二型・三型/二二型（H6K4）
エンジンを金星四六型に換装。127機を生産し、うち2機を輸送型に改造。
二三型（H6K5）
エンジンを金星五一型に換装した最終量産型。36機を生産。
九七式輸送飛行艇（H6K2-L、H6K4-L）
量産型から銃座を除き、リクライニングシートや旅客窓、調理室を追加装備した輸送型。17名の旅客を空輸可能。H6K2-Lは16機、H6K4-Lは22機（改造2、新造20）の計38機を生産。

## 登場作品

### 映画
『南海の花束』
先述したように南方航空路開拓を描く内容で、大日本航空所属の九七式輸送飛行艇を使って機内・機外の撮影が行われたほか、劇中の飛行シーンの一部や遭難の場面では特撮が用いられている。特撮は円谷英二である。
『雷撃隊出動』
川上（物語における主人公の一人）が連絡のため南方から日本本土まで往復する場面に実機の離着水映像を使用。
『太平洋奇跡の作戦 キスカ』
大村少将（物語の主人公）がラバウルから幌筵へ移動する場面で登場。飛行艇の離水は戦時中の映像を流用、飛行は特撮で描かれた。

### ゲーム
『Battlestations: Pacific』
プレイヤーが使用可能な日本軍兵器として飛行場から出撃可能。2つの250kg爆弾か4つの爆雷、または4つの魚雷を搭載できる。
『War Thunder』
プレイヤーが使用可能なランク1日本軍兵器として登場。初期から16kg爆弾を大量に搭載出来る。爆弾ツリーを改造すると、最終的に800kg爆弾2発・800kg徹甲爆弾2発・500kg通常爆弾・250kg陸用爆弾2発・250kg通常爆弾2発・60kg陸用爆弾12発・91式魚雷2発・91式魚雷改2発のいずれか一つの装備を選択し、出撃出来る
『蒼の英雄』
プレイヤーが使用可能なランク9爆撃機として二二型が登場。固定の機銃および機関砲と別に、制式年度別の爆弾または魚雷を11種類から選択して搭載出来る。